# Petrovany
Petrovany (in ungherese Tarcaszentpéter) è un comune della Slovacchia facente parte del distretto di Prešov, nella regione omonima.